# Каїп-хан
Каїп-хан (Гаїп) (д/н — бл. 1789) — хівинський хан у 1746—1757 роках.

## Життєпис
Походив з гілки Чингизідів. Онук Кайип-хана, володаря Казахського ханства, син султана Батира. Тривалий час знаходився на службі Персії. 1746 року після повалення хівинського хана Абулгазі II за рішення Надир Шаха поставлений на чолі Хіви.
1748 року після смерті Абулхайр-хана підтримав батька у протистоянні з Нурали-ханом. Каїп заборонив хівинським купцям, що рухалися до Російської імперії через кочівля Молодшого жуза, платити мито Нурали, усі платежі отримував лише Батир та його наближені. У відповідь, загони Нурали-хана стали грабувати всі хівинські каравани, що викликало серйозне занепокоєння російської влади. Левова частка торгівлі Росії із Середньою Азією припадала саме на Хівинське ханство. З 1749 року з Хіви почала надходити значна кількість дешевих коштовних металів і каміння, розкрадених у Персії зі скарбниці Надір Шаха після його смерті.
У 1750 року відправив посольство на чолі із Шер-беком до оренбурзького губернатора Івана Неплюєва. Втім хівинському ханові не вдалося умовити урядовця встановити торгівлю лише через улуси Батира, також відмовлено Шер-беку у поїздці до Санкт-Петербургу. У відповідь хан заборонив російським купцям торгувати в Хіві, а потім замирився з Нурали-ханом.
Водночас Каїп-хана підтримував гарні відносини з Шахрох Шахом, володарем Хорасану, якого номінально визнавав своїм зверхником.
З 1755 року російський уряд підтримував змову серед сулатнів Молодшого жузу проти Каїп-хана. До того ж він погиркався з мангитами, наказавши стратити їх бія — Кораз-бека, що був надто впливовим. 1756 року проти Каїп-хана в Ургенчі повстали еміри, внаслідок чого 1757 року вимушений був тікати до володінь свого батька. Новим ханом став брат Абдаллах Карабай.
Помер Каїп близько 1789 року.